# 특이한 지명
이 문서는 특이한 이름을 가진 지역 이름에 대해 다룬다.

## 특이한 지명

### 아시아
- 사탄동(대한민국 인천광역시 옹진군 대청면 대청리) - 대한민국
- 지보면 실제 지형이 보지를 닮아 붙여졌다.
- 타케시타 거리 - 일본: 로마자/영어 표기인 Takeshita street를 Take-shit-a-street로 풀이하면 "길에서 배변을 집어라"란 뜻이 된다.

### 유럽
- 푸킹(Fucking) - 오스트리아 (2021년에 Fugging으로 바뀜)
- 콩동(Condom) - 프랑스
- 헬 (Hell) - 노르웨이
- 웨스트워드 호! (Westward Ho!) - 영국

### 북아메리카
- 노네임 (No Name) - 미국 콜로라도
- 치킨 (Chicken) - 미국 알래스카
- 헬 (Hell) - 미국 미시간
- 보링 (boring) - 미국 오리건[1]
- 딜도 (Dildo) 캐나다 뉴펀들랜드 래브라도주

## 같이 보기
- 긴 지명 목록
- 지명학